# تب (المفلحي)

تعديل مصدري - تعديل

تـب هي إحدى قرى عزلة المفلحي بمديرية المفلحي التابعة لمحافظة لحج، بلغ تعداد سكانها 361 نسمة حسب تعداد اليمن لعام 2004.